# Теорема Каратеодори о выпуклой оболочке
Теорема Каратеодори о выпуклой оболочке утверждает, что для любой точки выпуклой оболочки подмножества евклидового пространства найдётся содержащий её невырожденный симплекс с вершинами в этом подмножестве.

## Формулировка теоремы
Пусть {\displaystyle A} — компакт в {\displaystyle m}-мерном евклидовом пространстве.
Тогда любая точка {\displaystyle x} в выпуклой оболочке {\displaystyle A} является выпуклой комбинацией не более чем {\displaystyle m+1} точек множества {\displaystyle A}. То есть
{\displaystyle \operatorname {Conv} A=\left\{x\in \mathbb {R} ^{m}:x=\sum _{i=1}^{m+1}\lambda _{i}x_{i},\quad x_{i}\in A,\quad \lambda _{i}\geqslant 0,\quad \sum _{i=1}^{m+1}\lambda _{i}=1,\quad i=1,\ 2,\ \dots ,\ m+1\right\}}

## Связанные результаты
- В случае, когда одна из координат точки {\displaystyle x\in \operatorname {Conv} A} достигает экстремального значения (для множества A), эта точка может быть представлена как выпуклая комбинация не более чем m точек A[1].

- С теоремой Каратеодори о выпуклой оболочке связана также теорема Хелли[1].

- Выпуклая оболочка компактного множества компактна. Это утверждение также иногда называется теоремой Каратеодори.[3]